# Toni Polster
Anton ("Toni") Polster (Wenen, 10 maart 1964) is een voormalig Oostenrijks voetballer (aanvaller) die het record voor meeste doelpunten voor de Oostenrijkse nationale ploeg op zijn naam heeft staan. In 1986 en 1997 werd hij verkozen tot Oostenrijks voetballer van het jaar.

## Clubcarrière
Polster begon zijn carrière in 1982 bij Austria Wien waarmee hij driemaal landskampioen werd (1984, 1985, 1986) en eenmaal de beker won (1986). Bij Austria Wien werd hij driemaal topschutter van de Oostenrijkse eerste klasse (1985, 1986, 1987). In 1988 weigerde Polster om op 21 januari in Monaco de Zilveren Schoen in ontvangst te nemen. Polster, goed voor 39 treffers in de Oostenrijkse competitie in het seizoen 1986/87, beschouwde zichzelf als de rechtmatige winnaar van de Gouden Schoen en niet Rodion Cămătaru, die Polster onder verdachte omstandigheden inhaalde. In de laatste zes wedstrijden van de Roemeense competitie scoorde de spits maar liefst 21 keer, waardoor hij op het totaal van 44 treffers uitkwam.
In 1987 verliet hij de club en trok hij naar Torino FC, dat hem voor ongeveer drie miljoen gulden aantrok. Zijn verblijf in Italië werd geen succes. Nadat hij met veel tamtam was binnengehaald, verstomde de jubelstemming vrij snel. Hij scoorde negen keer in 27 duels. "Ik begrijp nog altijd niet waarom Torino en de groep verslaggevers die om de club zwermt, weinig goeds bij mij ontdekt hebben", zei hij daarover later in de pers. "In Italië telt voor een aanvaller maar een ding, scoren. Dat deed ik. Het ging de club toen ook nog goed."
Maar na een jaar verliet hij de club en trok richting Spanje om bij FC Sevilla te gaan spelen. In Spanje werd hij een van de betere spitsen in de competitie. In het seizoen 1990/91 eindigde hij als tweede in de topschuttersstand. "Misschien ben ik wel een trekvogel, maar ik heb ook de eigenschap dat ik graag nestwarmte voel", aldus Polster. "Die was er in Turijn niet, in Sevilla wel. Het Spaanse publiek staat voor de volle honderd procent achter zijn spelers en dat helpt."
In 1991 trok hij naar CD Logroñés, om na een jaar alweer te vertrekken naar zijn derde Spaanse club, Rayo Vallecano. In 1993 zette hij een punt achter zijn Spaanse avontuur en vertrok hij naar FC Köln. Samen met Bruno Labbadia had de club een van de succesvolste spitsenduo's uit Duitsland. Polster werd in het seizoen 1996-1997 tweede in de topschuttersstand. In 1998 verliet hij de club om bij Borussia Mönchengladbach te spelen. In 2000 werd hij verhuurd aan SV Austria Salzburg, waar hij uiteindelijk in 2000 een punt achter zijn carrière zette. Polster werd tweemaal verkozen tot voetballer van het jaar in Oostenrijk (1986 en 1997) en eenmaal uitgeroepen to  Oostenrijks sportman van het jaar (1997).

## Interlandcarrière
Polster speelde tussen 1982 en 2000 in totaal 95 interlands voor de Oostenrijkse nationale ploeg, en scoorde 44 keer. Dit is het recordaantal doelpunten dat een speler ooit voor de nationale ploeg heeft gemaakt. Hij is tweede in de stand van recordinternationals (na Andreas Herzog). Hij speelde ook mee op twee WK-eindronden, in 1990 in Italië en in 1998 in Frankrijk. Onder leiding van bondscoach Erich Hof maakte hij zijn debuut op 17 november 1982 in de EK-kwalificatiewedstrijd tegen Turkije (4-0) in Wenen, net als Leo Lainer (SK Rapid Wien) en Günther Golautschnig (SK Austria Klagenfurt). Polster nam in dat duel na tien minuten de openingstreffer voor zijn rekening.
| Interlands van Toni Polster voor Oostenrijk | Interlands van Toni Polster voor Oostenrijk | Interlands van Toni Polster voor Oostenrijk | Interlands van Toni Polster voor Oostenrijk | Interlands van Toni Polster voor Oostenrijk | Interlands van Toni Polster voor Oostenrijk |
| №                                           | Datum                                       | Wedstrijd                                   | Uitslag                                     | Competitie                                  | Goals                                       |
| ------------------------------------------- | ------------------------------------------- | ------------------------------------------- | ------------------------------------------- | ------------------------------------------- | ------------------------------------------- |
| 1                                           | 17 nov 1982                                 | Oostenrijk – Turkije                        | 4–0                                         | EK 1984 kwalificatie                        | Goal                                        |
| 2                                           | 12 sep 1984                                 | Denemarken – Oostenrijk                     | 3–1                                         | Oefeninterland                              |                                             |
| 3                                           | 26 sep 1984                                 | Hongarije – Oostenrijk                      | 3–1                                         | WK 1986 kwalificatie                        |                                             |
| 4                                           | 14 nov 1984                                 | Oostenrijk – Nederland                      | 1–0                                         | WK 1986 kwalificatie                        |                                             |
| 5                                           | 17 apr 1985                                 | Oostenrijk – Hongarije                      | 0–3                                         | WK 1986 kwalificatie                        |                                             |
| 6                                           | 01 mei 1985                                 | Nederland – Oostenrijk                      | 1–1                                         | WK 1986 kwalificatie                        |                                             |
| 7                                           | 07 mei 1985                                 | Oostenrijk – Cyprus                         | 4–0                                         | WK 1986 kwalificatie                        | Goal                                        |
| 8                                           | 20 nov 1985                                 | Spanje – Oostenrijk                         | 0–0                                         | Oefeninterland                              |                                             |
| 9                                           | 26 mrt 1986                                 | Italië – Oostenrijk                         | 2–1                                         | Oefeninterland                              | Goal                                        |
| 10                                          | 14 mei 1986                                 | Oostenrijk – Zweden                         | 1–0                                         | Oefeninterland                              |                                             |
| 11                                          | 27 aug 1986                                 | Oostenrijk – Zwitserland                    | 1–1                                         | Oefeninterland                              | Goal                                        |
| 12                                          | 10 sep 1986                                 | Roemenië – Oostenrijk                       | 4–0                                         | EK 1988 kwalificatie                        |                                             |
| 13                                          | 15 okt 1986                                 | Oostenrijk – Albanië                        | 3–0                                         | EK 1988 kwalificatie                        | Goal                                        |
| 14                                          | 29 okt 1986                                 | Oostenrijk – West-Duitsland                 | 4–1                                         | Oefeninterland                              | Goal · Goal                                 |
| 15                                          | 25 mrt 1987                                 | Joegoslavië – Oostenrijk                    | 4–0                                         | Oefeninterland                              |                                             |
| 16                                          | 01 apr 1987                                 | Oostenrijk – Spanje                         | 2–3                                         | EK 1988 kwalificatie                        | Goal                                        |
| 17                                          | 29 apr 1987                                 | Albanië – Oostenrijk                        | 0–1                                         | EK 1988 kwalificatie                        | Goal                                        |
| 18                                          | 18 aug 1987                                 | Zwitserland – Oostenrijk                    | 2–2                                         | Oefeninterland                              |                                             |
| 19                                          | 14 okt 1987                                 | Spanje – Oostenrijk                         | 2–0                                         | EK 1988 kwalificatie                        |                                             |
| 20                                          | 18 nov 1987                                 | Oostenrijk – Roemenië                       | 0–0                                         | EK 1988 kwalificatie                        |                                             |
| 21                                          | 27 apr 1988                                 | Oostenrijk – Denemarken                     | 1–0                                         | Oefeninterland                              |                                             |
| 22                                          | 03 aug 1988                                 | Oostenrijk – Brazilië                       | 0–2                                         | Oefeninterland                              |                                             |
| 23                                          | 31 aug 1988                                 | Oostenrijk – Hongarije                      | 0–0                                         | Oefeninterland                              |                                             |
| 24                                          | 20 sep 1988                                 | Tsjecho-Slowakije – Oostenrijk              | 4–2                                         | Oefeninterland                              |                                             |
| 25                                          | 19 okt 1988                                 | Sovjet-Unie – Oostenrijk                    | 2–0                                         | WK 1990 kwalificatie                        |                                             |
| 26                                          | 02 nov 1988                                 | Oostenrijk – Turkije                        | 3–2                                         | WK 1990 kwalificatie                        | Goal                                        |
| 27                                          | 25 mrt 1989                                 | Oostenrijk – Italië                         | 0–1                                         | Oefeninterland                              |                                             |
| 28                                          | 20 mei 1989                                 | Duitse Democratische Republiek – Oostenrijk | 1–1                                         | WK 1990 kwalificatie                        | Goal                                        |
| 29                                          | 14 jun 1989                                 | IJsland – Oostenrijk                        | 0–0                                         | WK 1990 kwalificatie                        |                                             |
| 30                                          | 06 sep 1989                                 | Oostenrijk – Sovjet-Unie                    | 0–0                                         | WK 1990 kwalificatie                        |                                             |
| 31                                          | 25 okt 1989                                 | Turkije – Oostenrijk                        | 3–0                                         | WK 1990 kwalificatie                        |                                             |
| 32                                          | 15 nov 1989                                 | Oostenrijk – Duitse Democratische Republiek | 3–0                                         | WK 1990 kwalificatie                        | Goal · Goal · Goal                          |
| 33                                          | 28 mrt 1990                                 | Spanje – Oostenrijk                         | 2–3                                         | Oefeninterland                              | Goal                                        |
| 34                                          | 11 apr 1990                                 | Oostenrijk – Hongarije                      | 3–0                                         | Oefeninterland                              |                                             |
| 35                                          | 03 mei 1990                                 | Oostenrijk – Argentinië                     | 1–1                                         | Oefeninterland                              |                                             |
| 36                                          | 30 mei 1990                                 | Oostenrijk – Nederland                      | 3–2                                         | Oefeninterland                              |                                             |
| 37                                          | 09 jun 1990                                 | Italië – Oostenrijk                         | 1–0                                         | WK 1990                                     |                                             |
| 38                                          | 15 jun 1990                                 | Oostenrijk – Tsjecho-Slowakije              | 0–1                                         | WK 1990                                     |                                             |
| 39                                          | 19 jun 1990                                 | Oostenrijk – Verenigde Staten               | 2–1                                         | WK 1990 eindronde                           |                                             |
| 40                                          | 12 sep 1990                                 | Faeröer – Oostenrijk                        | 1–0                                         | EK 1992 kwalificatie                        |                                             |
| 41                                          | 31 okt 1990                                 | Joegoslavië – Oostenrijk                    | 4–1                                         | EK 1992 kwalificatie                        |                                             |
| 42                                          | 14 nov 1990                                 | Oostenrijk – Noord-Ierland                  | 0–0                                         | EK 1992 kwalificatie                        |                                             |
| 43                                          | 17 apr 1991                                 | Oostenrijk – Noorwegen                      | 0–0                                         | Oefeninterland                              |                                             |
| 44                                          | 01 mei 1991                                 | Zweden – Oostenrijk                         | 6–0                                         | Oefeninterland                              |                                             |
| 45                                          | 25 mrt 1992                                 | Hongarije – Oostenrijk                      | 2–1                                         | Oefeninterland                              | Goal                                        |
| 46                                          | 14 apr 1992                                 | Oostenrijk – Litouwen                       | 4–0                                         | Oefeninterland                              | Goal                                        |
| 47                                          | 29 apr 1992                                 | Oostenrijk – Wales                          | 1–1                                         | Oefeninterland                              |                                             |
| 48                                          | 27 mei 1992                                 | Nederland – Oostenrijk                      | 3–2                                         | Oefeninterland                              | Goal                                        |
| 49                                          | 02 sep 1992                                 | Oostenrijk – Portugal                       | 1–1                                         | Oefeninterland                              | Goal                                        |
| 50                                          | 14 okt 1992                                 | Frankrijk – Oostenrijk                      | 2–0                                         | WK 1994 kwalificatie                        |                                             |
| 51                                          | 28 okt 1992                                 | Oostenrijk – Israël                         | 5–2                                         | WK 1994 kwalificatie                        | Goal                                        |
| 52                                          | 18 nov 1992                                 | Duitsland – Oostenrijk                      | 0–0                                         | Oefeninterland                              |                                             |
| 53                                          | 10 mrt 1993                                 | Oostenrijk – Griekenland                    | 2–1                                         | Oefeninterland                              |                                             |
| 54                                          | 27 mrt 1993                                 | Oostenrijk – Frankrijk                      | 0–1                                         | WK 1994 kwalificatie                        |                                             |
| 55                                          | 14 apr 1993                                 | Oostenrijk – Bulgarije                      | 3–1                                         | WK 1994 kwalificatie                        | Goal                                        |
| 56                                          | 13 mei 1993                                 | Finland – Oostenrijk                        | 3–1                                         | WK 1994 kwalificatie                        |                                             |
| 57                                          | 13 okt 1993                                 | Bulgarije – Oostenrijk                      | 4–1                                         | WK 1994 kwalificatie                        |                                             |
| 58                                          | 27 okt 1993                                 | Israël – Oostenrijk                         | 1–1                                         | WK 1994 kwalificatie                        |                                             |
| 59                                          | 10 nov 1993                                 | Oostenrijk – Zweden                         | 1–1                                         | WK 1994 kwalificatie                        |                                             |
| 60                                          | 23 mrt 1994                                 | Oostenrijk – Hongarije                      | 1–1                                         | Oefeninterland                              |                                             |
| 61                                          | 20 apr 1994                                 | Oostenrijk – Schotland                      | 1–2                                         | Oefeninterland                              |                                             |
| 62                                          | 17 mei 1994                                 | Polen – Oostenrijk                          | 3–4                                         | Oefeninterland                              |                                             |
| 63                                          | 02 jun 1994                                 | Oostenrijk – Duitsland                      | 1–5                                         | Oefeninterland                              | Goal                                        |
| 64                                          | 07 sep 1994                                 | Liechtenstein – Oostenrijk                  | 0–4                                         | EK 1996 kwalificatie                        | Goal · Goal · Goal                          |
| 65                                          | 12 okt 1994                                 | Oostenrijk – Noord-Ierland                  | 1–2                                         | EK 1996 kwalificatie                        | Goal                                        |
| 66                                          | 13 nov 1994                                 | Portugal – Oostenrijk                       | 1–0                                         | EK 1996 kwalificatie                        |                                             |
| 67                                          | 29 mrt 1995                                 | Oostenrijk – Letland                        | 5–0                                         | EK 1996 kwalificatie                        | Goal · Goal                                 |
| 68                                          | 26 apr 1995                                 | Oostenrijk – Liechtenstein                  | 7–0                                         | EK 1996 kwalificatie                        | Goal · Goal                                 |
| 69                                          | 11 jun 1995                                 | Ierland – Oostenrijk                        | 1–3                                         | EK 1996 kwalificatie                        | Goal · Goal                                 |
| 70                                          | 16 aug 1995                                 | Letland – Oostenrijk                        | 3–2                                         | EK 1996 kwalificatie                        | Goal                                        |
| 71                                          | 06 sep 1995                                 | Oostenrijk – Ierland                        | 3–1                                         | EK 1996 kwalificatie                        |                                             |
| 72                                          | 11 okt 1995                                 | Oostenrijk – Portugal                       | 1–1                                         | EK 1996 kwalificatie                        |                                             |
| 73                                          | 15 nov 1995                                 | Noord-Ierland – Oostenrijk                  | 5–3                                         | EK 1996 kwalificatie                        |                                             |
| 74                                          | 27 mrt 1996                                 | Oostenrijk – Zwitserland                    | 1–0                                         | Oefeninterland                              |                                             |
| 75                                          | 24 apr 1996                                 | Hongarije – Oostenrijk                      | 0–2                                         | Oefeninterland                              | Goal                                        |
| 76                                          | 29 mei 1996                                 | Oostenrijk – Tsjechië                       | 1–0                                         | Oefeninterland                              |                                             |
| 77                                          | 31 aug 1996                                 | Oostenrijk – Schotland                      | 0–0                                         | WK 1998 kwalificatie                        |                                             |
| 78                                          | 09 okt 1996                                 | Zweden – Oostenrijk                         | 0–1                                         | WK 1998 kwalificatie                        |                                             |
| 79                                          | 09 nov 1996                                 | Oostenrijk – Letland                        | 2–1                                         | WK 1998 kwalificatie                        | Goal                                        |
| 80                                          | 18 mrt 1997                                 | Oostenrijk – Slovenië                       | 0–2                                         | Oefeninterland                              |                                             |
| 81                                          | 02 apr 1997                                 | Schotland – Oostenrijk                      | 2–0                                         | WK 1998 kwalificatie                        |                                             |
| 82                                          | 30 apr 1997                                 | Oostenrijk – Estland                        | 2–0                                         | WK 1998 kwalificatie                        |                                             |
| 83                                          | 08 jun 1997                                 | Letland – Oostenrijk                        | 1–3                                         | WK 1998 kwalificatie                        | Goal                                        |
| 84                                          | 20 aug 1997                                 | Estland – Oostenrijk                        | 0–3                                         | WK 1998 kwalificatie                        | Goal · Goal · Goal                          |
| 85                                          | 06 sep 1997                                 | Oostenrijk – Zweden                         | 1–0                                         | WK 1998 kwalificatie                        |                                             |
| 86                                          | 10 sep 1997                                 | Wit-Rusland – Oostenrijk                    | 0–1                                         | WK 1998 kwalificatie                        |                                             |
| 87                                          | 11 okt 1997                                 | Oostenrijk – Wit-Rusland                    | 4–0                                         | WK 1998 kwalificatie                        | Goal                                        |
| 88                                          | 25 mrt 1998                                 | Oostenrijk – Hongarije                      | 2–3                                         | Oefeninterland                              |                                             |
| 89                                          | 22 apr 1998                                 | Oostenrijk – Verenigde Staten               | 0–3                                         | Oefeninterland                              |                                             |
| 90                                          | 27 mei 1998                                 | Oostenrijk – Tunesië                        | 2–1                                         | Oefeninterland                              |                                             |
| 91                                          | 02 jun 1998                                 | Oostenrijk – Liechtenstein                  | 6–0                                         | Oefeninterland                              | Goal · Goal                                 |
| 92                                          | 11 jun 1998                                 | Oostenrijk – Kameroen                       | 1–1                                         | WK 1998                                     | Goal                                        |
| 93                                          | 17 jun 1998                                 | Chili – Oostenrijk                          | 1–1                                         | WK 1998                                     |                                             |
| 94                                          | 23 jun 1998                                 | Italië – Oostenrijk                         | 2–1                                         | WK 1998                                     |                                             |
| 95                                          | 01 sep 2000                                 | Oostenrijk – Iran                           | 5–1                                         | Oefeninterland                              |                                             |

## Erelijst
Austria Wien
- Oostenrijks landskampioen

1984, 1985, 1986
- Beker van Oostenrijk

1986
- Topscorer Oostenrijkse Bundesliga

1985, 1986, 1987
- Oostenrijks voetballer van het jaar

1986
 1. FC Köln
- Oostenrijks voetballer van het jaar

1997

## Trivia
- Na zijn carrière werkte Polster van 2001 tot 2004 in de marketing voor Borussia Mönchengladbach. In 2004 werd hij manager bij Austria Wien, maar na een jaar gaf hij deze taak op.
- In 1998 schreef Polster zijn autobiografie Doppelpack : Fußball mit Herz und Schmäh.
- Polster is getrouwd met Elisabeth, waarmee hij twee kinderen heeft: een zoon Anton-Jesus (1990) en een dochter Lisa-Maria (1993).